# Santa Maria dos Olivais (Tomar)
A Freguesia de Santa Maria dos Olivais foi uma freguesia portuguesa do Município de Tomar, que tinha 17,27 km² de área e 12 616 habitantes (2011), e, por isso, uma densidade populacional de 730,5 hab/km².
Foi extinta (agregada) pela reorganização administrativa de 2012/2013, sendo o seu território integrado na freguesia de Tomar (São João Baptista) e Santa Maria dos Olivais.

## População
| População da freguesia de Santa Maria dos Olivais | População da freguesia de Santa Maria dos Olivais | População da freguesia de Santa Maria dos Olivais | População da freguesia de Santa Maria dos Olivais | População da freguesia de Santa Maria dos Olivais | População da freguesia de Santa Maria dos Olivais | População da freguesia de Santa Maria dos Olivais | População da freguesia de Santa Maria dos Olivais | População da freguesia de Santa Maria dos Olivais | População da freguesia de Santa Maria dos Olivais | População da freguesia de Santa Maria dos Olivais | População da freguesia de Santa Maria dos Olivais | População da freguesia de Santa Maria dos Olivais | População da freguesia de Santa Maria dos Olivais | População da freguesia de Santa Maria dos Olivais |
| ------------------------------------------------- | ------------------------------------------------- | ------------------------------------------------- | ------------------------------------------------- | ------------------------------------------------- | ------------------------------------------------- | ------------------------------------------------- | ------------------------------------------------- | ------------------------------------------------- | ------------------------------------------------- | ------------------------------------------------- | ------------------------------------------------- | ------------------------------------------------- | ------------------------------------------------- | ------------------------------------------------- |
| 1864                                              | 1878                                              | 1890                                              | 1900                                              | 1911                                              | 1920                                              | 1930                                              | 1940                                              | 1950                                              | 1960                                              | 1970                                              | 1981                                              | 1991                                              | 2001                                              | 2011                                              |
| 4 112                                             | 5 191                                             | 6 063                                             | 6 710                                             | 6 872                                             | 8 053                                             | 9 730                                             | 4 679                                             | 5 552                                             | 7 078                                             | 8 143                                             | 11 161                                            | 12 040                                            | 12 801                                            | 12 616                                            |

Pelo decreto lei nº 23.341, de 12/12/1933, a freguesia de Tomar foi desdobrada, dando origem a esta freguesia e à de S. João Baptista
| Distribuição da População por Grupos Etários | Distribuição da População por Grupos Etários | Distribuição da População por Grupos Etários | Distribuição da População por Grupos Etários | Distribuição da População por Grupos Etários | Distribuição da População por Grupos Etários | Distribuição da População por Grupos Etários | Distribuição da População por Grupos Etários | Distribuição da População por Grupos Etários | Distribuição da População por Grupos Etários |
| -------------------------------------------- | -------------------------------------------- | -------------------------------------------- | -------------------------------------------- | -------------------------------------------- | -------------------------------------------- | -------------------------------------------- | -------------------------------------------- | -------------------------------------------- | -------------------------------------------- |
| Ano                                          | 0-14 Anos                                    | 15-24 Anos                                   | 25-64 Anos                                   | > 65 Anos                                    |                                              | 0-14 Anos                                    | 15-24 Anos                                   | 25-64 Anos                                   | > 65 Anos                                    |
| 2001                                         | 1 964                                        | 1 739                                        | 6 855                                        | 2 243                                        |                                              | 15,3%                                        | 13,6%                                        | 53,6%                                        | 17,5%                                        |
| 2011                                         | 1 718                                        | 1389                                         | 6687                                         | 2822                                         |                                              | 13,6%                                        | 11,0%                                        | 53,0%                                        | 22,4%                                        |

Média do País no censo de 2001:  0/14 Anos-16,0%; 15/24 Anos-14,3%; 25/64 Anos-53,4%; 65 e mais Anos-16,4%
Média do País no censo de 2011:   0/14 Anos-14,9%; 15/24 Anos-10,9%; 25/64 Anos-55,2%; 65 e mais Anos-19,0%

## Património
- Ruínas ditas de Nabância
- Capela de São Lourenço e Padrão de D. João I - Monumentos comemorativos da passagem das tropas portuguesas para a Batalha de Aljubarrota
- Igreja de Santa Maria do Olival ou Igreja de Santa Maria dos Olivais
- Açude da Fábrica de Fiação de Tomar
- Fórum romano de Tomar
- Convento de Santa Iria (parte)
- Arco das Freiras
- Corpo do edifício onde se encontra o Pego de Santa Iria
- Igreja de Santa Iria (portal e capela lateral)